# Nitrato de acetilo
El nitrato de acetilo es el compuesto orgánico con la fórmula CH3C(O)ONO2. Se clasifica como el anhídrido mixto de los ácidos nítrico y acético. Es un líquido explosivo incoloro que humea en el aire húmedo.

## Síntesis y reacciones
Se prepara a partir de anhídrido acético y pentóxido de dinitrógeno o con ácido nítrico:
(CH3CO)2O + HNO3 → CH3C(O)ONO2 + CH3CO2H
Hidroliza en el aire a ácido acético y ácido nítrico, a la inversa de la reacción anterior. Alternativamente, el ácido nítrico se añade a la cetena.
Se utiliza para algunas reacciones de nitraciones y nitrólisis. Acetiliza las aminas, de manera similar a la del comportamiento del cloruro de acetilo:
2 RNH2  +  CH3C(O)ONO2   →   [RNH3]NO3  +  CH3C(O)NHR